# 188
Esdeveniments significatius de l'any 188:

## Esdeveniments
- Publi Helvi Pèrtinax esdevé cònsol d'Àfrica.

## Naixements
- 4 d'abril - Lugdúnum, Gàl·lia Celta, Imperi Romà: Caracal·la, emperador de Roma (m. 217).[1]